# DJ Lethal
Leors Dimants známý jako DJ Lethal (* 19. prosinec 1972, Riga) je lotyšsko-americký dýdžej a hudební producent. Nejvíce proslul svým patnáctiletým členstvím v kapele Limp Bizkit, kterou opustil roku 2013. Předtím byl členem skupiny House of Pain. Spolupracoval ovšem i se skupinami Sepultura, Evanescence, Soulfly či s Robem Zombiem.
Narodil se v židovské rodině v Rize. Jeho otec byl rockovým kytaristou. Doma se mluvilo převážně rusky. Roku 1979, v jeho sedmi letech, rodina emigrovala do Itálie. Časem se odstěhovala do USA. Tam se jako teenager Leors také seznámil s hip hopem.